# Alpkarakush
Alpkarakush (il cui nome fa riferimento a un potente uccello mitologico dell'Epopea di Manas) è un genere estinto di dinosauro teropode metriacanthosauride vissuto nel Giurassico medio, circa 168–164 milioni di anni fa (Calloviano), in quella che oggi è la Formazione Balabansai del Kirghizistan. Il genere contiene una singola specie, la specie tipo A. kyrgyzicus, nota per due scheletri parziali.

## Scoperta e denominazione
Il materiale fossile di Alpkarakush venne scoperto nei sedimenti della Formazione Balabansai (località 'FTU-1') nella valle di Uurusai vicino a Tashkumyr nell'Oblast di Jalal-Abad, Kirghizistan. I primi lavori sul campo in questa località vennero condotti nel 2005 e nel 2006, durante i quali vennero ritrovati due scheletri parziali di teropodi. Ulteriori scavi nel 2014 hanno recuperato materiale aggiuntivo, seguito da scavi successivi nel 2016 e nel 2017. Una spedizione del 2023 ha rivisitato il sito e ha trovato ancora più materiale, tra cui denti e ossa isolate. Almeno due individui sono rappresentati dalle ossa recuperate, entrambi assegnati al genere Alpkarakush. L'esemplare olotipo è costituito da ossa del cranio (entrambi i postorbitali e un quadratogiugale), diverse vertebre dorsali parziali e cinque vertebre sacrali, alcune costole, una falange della mano e un ungueale (osso del dito che sostiene l'artiglio), gran parte della cintura pelvica e la maggior parte degli arti posteriori (femori, tibie, perone sinistro, astragalo calcaneare, un tarsale sinistro, metatarsi, una falange del piede e due ungueali del piede). L'esemplare paratipo appartiene a un individuo più piccolo ed è costituito da una cintura pelvica parziale e dalla tibia destra. Almeno sette denti isolati e una furcula sono stati ritrovati nelle vicinanze e assegnati al genere, sebbene l'associazione di alcuni dei denti con questo taxon sia solo provvisoria. Tutto il materiale fossile è ospitato presso la Collezione paleontologica dell'Istituto di geologia, associata all'Accademia nazionale delle scienze del Kirghizistan.
Nel 2024, Rauhut et al. descrissero Alpkarakush kyrgyzicus come un nuovo genere e specie di teropode metriacanthosauride sulla base di questi resti fossili. Il nome del genere, Alpkarakush, è il nome di un potente uccello mitologico dell'Epopea di Manas. Il nome della specie, kyrgyzicus, fa invece riferimento alla scoperta del taxon nella Repubblica del Kirghizistan.

## Descrizione

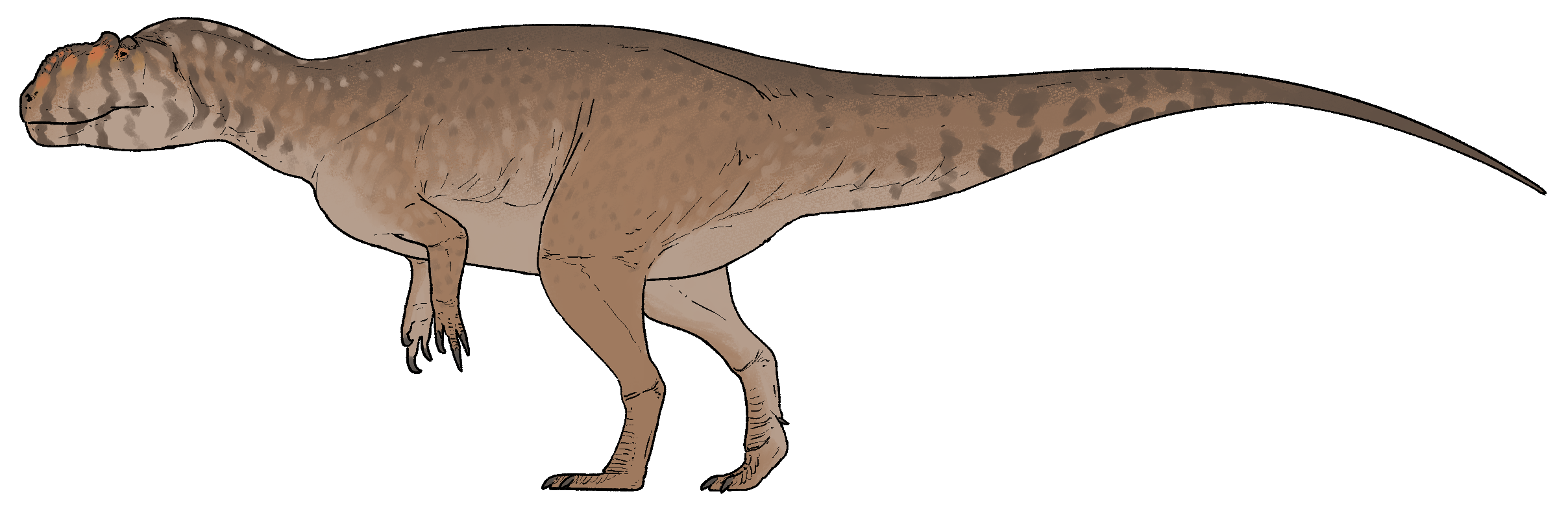
Ricostruzione artistica di A. kyrgyzicus

In quanto teropode metricacanthosauride, Alpkarakush è un predatore relativamente grande caratterizzato da un cranio alto e arcuato e arti posteriori generalmente sottili. Questi taxa hanno un sopracciglio orbitale pronunciato, una struttura decorativa sopra l'occhio particolarmente sviluppata, che è particolarmente evidente e rugosa in Alpkarakush.
Alpkarakush ha una lunghezza corporea stimata di 7–8 metri. Sulla base dei segni di crescita osservati nel femore tramite istologia, Rauhut et al. hanno determinato che l'esemplare olotipo (il più grande dei due esemplari assegnati al genere) aveva almeno 17 anni al momento della sua morte, e, probabilmente, stava ancora crescendo lentamente. Il paratipo più piccolo era molto più giovane quando morì, rappresentando probabilmente un giovane adulto o un piccolo subadulto.

## Classificazione
Nelle loro analisi filogenetiche, Rauhut et al. (2024) hanno recuperato Alpkarakush come un membro basale della sottofamiglia Metriacanthosaurinae, all'interno della famiglia Metriacanthosauridae. I loro risultati sono visualizzati nel cladogramma sottostante:
|  | Piatnitzkysauridae                                               |
|  |                                                                  |
|  | \| \| Megalosauridae \| \| \| \| \| \| Spinosauridae \| \| \| \| |
|  |                                                                  |
|  | Megalosauridae                                                   |
|  |                                                                  |
|  | Spinosauridae                                                    |
|  |                                                                  |

|  | Megalosauridae |
|  |                |
|  | Spinosauridae  |
|  |                |

|  | Allosauridae        |
|  |                     |
|  | Carcharodontosauria |
|  |                     |

|  | Alpkarakush                                                                                      |
|  |                                                                                                  |
|  | \| \| Metriacanthosaurus \| \| \| \| \| \| Siamotyrannus \| \| \| \| \| \| Sinraptor \| \| \| \| |
|  |                                                                                                  |
|  | Metriacanthosaurus                                                                               |
|  |                                                                                                  |
|  | Siamotyrannus                                                                                    |
|  |                                                                                                  |
|  | Sinraptor                                                                                        |
|  |                                                                                                  |

|  | Metriacanthosaurus |
|  |                    |
|  | Siamotyrannus      |
|  |                    |
|  | Sinraptor          |
|  |                    |

|  | Alpkarakush                                                                                      |
|  |                                                                                                  |
|  | \| \| Metriacanthosaurus \| \| \| \| \| \| Siamotyrannus \| \| \| \| \| \| Sinraptor \| \| \| \| |
|  |                                                                                                  |
|  | Metriacanthosaurus                                                                               |
|  |                                                                                                  |
|  | Siamotyrannus                                                                                    |
|  |                                                                                                  |
|  | Sinraptor                                                                                        |
|  |                                                                                                  |

|  | Metriacanthosaurus |
|  |                    |
|  | Siamotyrannus      |
|  |                    |
|  | Sinraptor          |
|  |                    |

|  | Alpkarakush                                                                                      |
|  |                                                                                                  |
|  | \| \| Metriacanthosaurus \| \| \| \| \| \| Siamotyrannus \| \| \| \| \| \| Sinraptor \| \| \| \| |
|  |                                                                                                  |
|  | Metriacanthosaurus                                                                               |
|  |                                                                                                  |
|  | Siamotyrannus                                                                                    |
|  |                                                                                                  |
|  | Sinraptor                                                                                        |
|  |                                                                                                  |

|  | Metriacanthosaurus |
|  |                    |
|  | Siamotyrannus      |
|  |                    |
|  | Sinraptor          |
|  |                    |

|  | Alpkarakush                                                                                      |
|  |                                                                                                  |
|  | \| \| Metriacanthosaurus \| \| \| \| \| \| Siamotyrannus \| \| \| \| \| \| Sinraptor \| \| \| \| |
|  |                                                                                                  |
|  | Metriacanthosaurus                                                                               |
|  |                                                                                                  |
|  | Siamotyrannus                                                                                    |
|  |                                                                                                  |
|  | Sinraptor                                                                                        |
|  |                                                                                                  |

|  | Metriacanthosaurus |
|  |                    |
|  | Siamotyrannus      |
|  |                    |
|  | Sinraptor          |
|  |                    |

|  | Allosauridae        |
|  |                     |
|  | Carcharodontosauria |
|  |                     |

|  | Alpkarakush                                                                                      |
|  |                                                                                                  |
|  | \| \| Metriacanthosaurus \| \| \| \| \| \| Siamotyrannus \| \| \| \| \| \| Sinraptor \| \| \| \| |
|  |                                                                                                  |
|  | Metriacanthosaurus                                                                               |
|  |                                                                                                  |
|  | Siamotyrannus                                                                                    |
|  |                                                                                                  |
|  | Sinraptor                                                                                        |
|  |                                                                                                  |

|  | Metriacanthosaurus |
|  |                    |
|  | Siamotyrannus      |
|  |                    |
|  | Sinraptor          |
|  |                    |

|  | Alpkarakush                                                                                      |
|  |                                                                                                  |
|  | \| \| Metriacanthosaurus \| \| \| \| \| \| Siamotyrannus \| \| \| \| \| \| Sinraptor \| \| \| \| |
|  |                                                                                                  |
|  | Metriacanthosaurus                                                                               |
|  |                                                                                                  |
|  | Siamotyrannus                                                                                    |
|  |                                                                                                  |
|  | Sinraptor                                                                                        |
|  |                                                                                                  |

|  | Metriacanthosaurus |
|  |                    |
|  | Siamotyrannus      |
|  |                    |
|  | Sinraptor          |
|  |                    |

|  | Alpkarakush                                                                                      |
|  |                                                                                                  |
|  | \| \| Metriacanthosaurus \| \| \| \| \| \| Siamotyrannus \| \| \| \| \| \| Sinraptor \| \| \| \| |
|  |                                                                                                  |
|  | Metriacanthosaurus                                                                               |
|  |                                                                                                  |
|  | Siamotyrannus                                                                                    |
|  |                                                                                                  |
|  | Sinraptor                                                                                        |
|  |                                                                                                  |

|  | Metriacanthosaurus |
|  |                    |
|  | Siamotyrannus      |
|  |                    |
|  | Sinraptor          |
|  |                    |

|  | Alpkarakush                                                                                      |
|  |                                                                                                  |
|  | \| \| Metriacanthosaurus \| \| \| \| \| \| Siamotyrannus \| \| \| \| \| \| Sinraptor \| \| \| \| |
|  |                                                                                                  |
|  | Metriacanthosaurus                                                                               |
|  |                                                                                                  |
|  | Siamotyrannus                                                                                    |
|  |                                                                                                  |
|  | Sinraptor                                                                                        |
|  |                                                                                                  |

|  | Metriacanthosaurus |
|  |                    |
|  | Siamotyrannus      |
|  |                    |
|  | Sinraptor          |
|  |                    |

|  | Piatnitzkysauridae                                               |
|  |                                                                  |
|  | \| \| Megalosauridae \| \| \| \| \| \| Spinosauridae \| \| \| \| |
|  |                                                                  |
|  | Megalosauridae                                                   |
|  |                                                                  |
|  | Spinosauridae                                                    |
|  |                                                                  |

|  | Megalosauridae |
|  |                |
|  | Spinosauridae  |
|  |                |

|  | Allosauridae        |
|  |                     |
|  | Carcharodontosauria |
|  |                     |

|  | Alpkarakush                                                                                      |
|  |                                                                                                  |
|  | \| \| Metriacanthosaurus \| \| \| \| \| \| Siamotyrannus \| \| \| \| \| \| Sinraptor \| \| \| \| |
|  |                                                                                                  |
|  | Metriacanthosaurus                                                                               |
|  |                                                                                                  |
|  | Siamotyrannus                                                                                    |
|  |                                                                                                  |
|  | Sinraptor                                                                                        |
|  |                                                                                                  |

|  | Metriacanthosaurus |
|  |                    |
|  | Siamotyrannus      |
|  |                    |
|  | Sinraptor          |
|  |                    |

|  | Alpkarakush                                                                                      |
|  |                                                                                                  |
|  | \| \| Metriacanthosaurus \| \| \| \| \| \| Siamotyrannus \| \| \| \| \| \| Sinraptor \| \| \| \| |
|  |                                                                                                  |
|  | Metriacanthosaurus                                                                               |
|  |                                                                                                  |
|  | Siamotyrannus                                                                                    |
|  |                                                                                                  |
|  | Sinraptor                                                                                        |
|  |                                                                                                  |

|  | Metriacanthosaurus |
|  |                    |
|  | Siamotyrannus      |
|  |                    |
|  | Sinraptor          |
|  |                    |

|  | Alpkarakush                                                                                      |
|  |                                                                                                  |
|  | \| \| Metriacanthosaurus \| \| \| \| \| \| Siamotyrannus \| \| \| \| \| \| Sinraptor \| \| \| \| |
|  |                                                                                                  |
|  | Metriacanthosaurus                                                                               |
|  |                                                                                                  |
|  | Siamotyrannus                                                                                    |
|  |                                                                                                  |
|  | Sinraptor                                                                                        |
|  |                                                                                                  |

|  | Metriacanthosaurus |
|  |                    |
|  | Siamotyrannus      |
|  |                    |
|  | Sinraptor          |
|  |                    |

|  | Alpkarakush                                                                                      |
|  |                                                                                                  |
|  | \| \| Metriacanthosaurus \| \| \| \| \| \| Siamotyrannus \| \| \| \| \| \| Sinraptor \| \| \| \| |
|  |                                                                                                  |
|  | Metriacanthosaurus                                                                               |
|  |                                                                                                  |
|  | Siamotyrannus                                                                                    |
|  |                                                                                                  |
|  | Sinraptor                                                                                        |
|  |                                                                                                  |

|  | Metriacanthosaurus |
|  |                    |
|  | Siamotyrannus      |
|  |                    |
|  | Sinraptor          |
|  |                    |

|  | Allosauridae        |
|  |                     |
|  | Carcharodontosauria |
|  |                     |

|  | Alpkarakush                                                                                      |
|  |                                                                                                  |
|  | \| \| Metriacanthosaurus \| \| \| \| \| \| Siamotyrannus \| \| \| \| \| \| Sinraptor \| \| \| \| |
|  |                                                                                                  |
|  | Metriacanthosaurus                                                                               |
|  |                                                                                                  |
|  | Siamotyrannus                                                                                    |
|  |                                                                                                  |
|  | Sinraptor                                                                                        |
|  |                                                                                                  |

|  | Metriacanthosaurus |
|  |                    |
|  | Siamotyrannus      |
|  |                    |
|  | Sinraptor          |
|  |                    |

|  | Alpkarakush                                                                                      |
|  |                                                                                                  |
|  | \| \| Metriacanthosaurus \| \| \| \| \| \| Siamotyrannus \| \| \| \| \| \| Sinraptor \| \| \| \| |
|  |                                                                                                  |
|  | Metriacanthosaurus                                                                               |
|  |                                                                                                  |
|  | Siamotyrannus                                                                                    |
|  |                                                                                                  |
|  | Sinraptor                                                                                        |
|  |                                                                                                  |

|  | Metriacanthosaurus |
|  |                    |
|  | Siamotyrannus      |
|  |                    |
|  | Sinraptor          |
|  |                    |

|  | Alpkarakush                                                                                      |
|  |                                                                                                  |
|  | \| \| Metriacanthosaurus \| \| \| \| \| \| Siamotyrannus \| \| \| \| \| \| Sinraptor \| \| \| \| |
|  |                                                                                                  |
|  | Metriacanthosaurus                                                                               |
|  |                                                                                                  |
|  | Siamotyrannus                                                                                    |
|  |                                                                                                  |
|  | Sinraptor                                                                                        |
|  |                                                                                                  |

|  | Metriacanthosaurus |
|  |                    |
|  | Siamotyrannus      |
|  |                    |
|  | Sinraptor          |
|  |                    |

|  | Alpkarakush                                                                                      |
|  |                                                                                                  |
|  | \| \| Metriacanthosaurus \| \| \| \| \| \| Siamotyrannus \| \| \| \| \| \| Sinraptor \| \| \| \| |
|  |                                                                                                  |
|  | Metriacanthosaurus                                                                               |
|  |                                                                                                  |
|  | Siamotyrannus                                                                                    |
|  |                                                                                                  |
|  | Sinraptor                                                                                        |
|  |                                                                                                  |

|  | Metriacanthosaurus |
|  |                    |
|  | Siamotyrannus      |
|  |                    |
|  | Sinraptor          |
|  |                    |